# Enya
Eithne Pádraigín Ní Bhraonáin (anglicizado como Enya Patricia Brennan, Gweedore, 17 de maio de 1961), conhecida profissionalmente como Enya (/ˈɛnjə/), é uma cantora, compositora, musicista e produtora musical irlandesa.
Começou sua carreira musical em 1980, e se juntou rapidamente à banda Clannad, de sua família, antes de sair para prosseguir com sua carreira solo. Com seu álbum Watermark, de 1988, obteve reconhecimento internacional, com a ajuda de seu carro-chefe "Orinoco Flow", que atingiu o topo da parada britânica e a posição 24 nos Estados Unidos. Enya ficou conhecida por seu som único, que foi caracterizado por camadas de voz, melodias folk, cenários sintetizados e reverberações etéreas. Seu sucesso continuou durante a década de 90, com o lançamento dos multiplatinados álbuns Shepherd Moons (1991) e The Memory of Trees (1995). Depois da promoção mundial do último, Ela lançou sua primeira coletânea de sucessos, Paint the Sky with Stars (1997), que obteve vendas mundiais de 12 milhões de cópias.
No ano 2000, Enya lançou seu quinto álbum de estúdio, A Day Without Rain, que obteve vendas recordes (mais de 16 milhões) e foi o álbum mais vendido por uma artista feminina em 2001, além de ser o álbum new age mais vendidos de todos os tempos. Esse se tornou o trabalho mais vendido durante sua carreira. As vendas do álbum e de seu carro-chefe "Only Time" aumentaram depois do uso da mídia internacional devido aos ataques de 11 de setembro de 2001. Em 2005, lançou o bem recebido disco Amarantine, cantando algumas músicas na língua Loxian, desenvolvida pelo casal Ryan. Em 2008, lançou o disco And Winter Came..., cujos temas principais são o Natal e o inverno e um ano depois sua segunda coletânea de sucessos The Very Best of Enya, que consiste nas músicas preferidas da carreira de Enya, escolhidas por ela e o casal Ryan. Depois de uma pausa, Enya voltou ao estúdio em 2012 para gravar seu oitavo álbum de estúdio Dark Sky Island, lançado em 2015, tendo recebido criticas positivas e mais de um milhão de cópias vendidas.
Enya é a artista solo irlandesa mais lucrativa de seu ramo e do seu país. É oficialmente a segunda maior exportadora musical, depois da banda U2. Ao todo, ela vendeu mais de 80 milhões de discos, sendo mais de 26 milhões somente nos Estados Unidos, fazendo dela uma recordista de vendas mundial e também nos Estados Unidos. Seu trabalho lhe rendeu uma indicação ao Oscar. Ela é reconhecida por ter cantado em 10 línguas diferentes durante sua carreira.
Enya ganhou muitos prêmios durante sua carreira, incluindo sete World Music Awards, quatro Grammy Awards por Melhor álbum New Age, um Ivor Novello Award, e foi indicada ao Academy Award e Golden Globe Award por "May It Be", canção incluída na trilha sonora de O Senhor dos Anéis: A Sociedade do Anel (2001).

## Primeiros anos

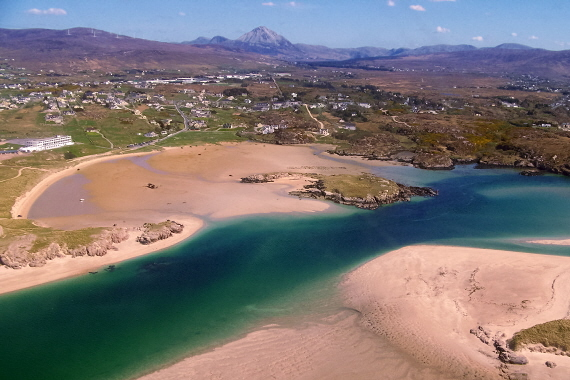
Vista aérea de Gweedore, Condado de Donegal, cidade natal de Enya

Eithne Pádraigín Ní Bhraonáin nasceu em 17 de maio de 1961 em Dore, na área da freguesia Gweedore, no condado noroeste de Donegal, Irlanda. É uma região Gaeltacht onde o irlandês é a língua principal. Seu nome é anglicizado como Enya Patrícia Brennan, onde Enya é a grafia fonética de como Eithne é pronunciada em seu dialeto irlandês nativo do Ulster e "Ní Bhraonáin" se traduz como "filha de Brennan". A quinta de nove filhos, Enya nasceu em uma família de músicos católicos romanos. Seu pai, Leo Brennan, era o líder da Slieve Foy Band, uma banda de show irlandesa, e dirigia a Leo's Tavern em Meenaleck. Sua mãe, Máire Brennan (nascida Duggan), que tinha raízes espanholas distantes e cujos ancestrais se estabeleceram na Ilha Tory, era uma musicista amadora que tocava na banda de Leo e ensinava música na Escola Comunitária Gweedore. O avô materno de Enya, Aodh, era o diretor da escola primária em Dore, e sua avó era professora lá. Aodh também foi o fundador da companhia de teatro Gweedore.
Enya descreveu sua criação como "muito tranquila e feliz". Aos três anos, ela participou de sua primeira competição de canto no festival anual de música Feis Ceoil. Ela participou de pantomimas no Gweedore Theatre e cantou com seus irmãos no coro de sua mãe na igreja de St Mary em Derrybeg. Ela aprendeu inglês na escola primária e começou a ter aulas de piano aos quatro anos. "Tive que fazer trabalhos escolares e depois viajar para uma cidade vizinha para ter aulas de piano, e depois mais trabalhos escolares. Eu... lembro dos meus irmãos e irmãs tocando lá fora... e eu estaria lá dentro tocando piano. Este é um grande livro de escalas, praticando-as continuamente". Quando Enya fez onze anos, seu avô pagou por sua educação em um internato de convento estrito em Milford dirigido por freiras da ordem de Loreto, onde ela desenvolveu o gosto pela música clássica, arte, pintura latina e aquarela. "Foi devastador ser arrancada de uma família tão grande, mas foi bom para minha música". Enya deixou a escola aos 17 anos e estudou música clássica na faculdade por um ano com o objetivo de se tornar "um tipo de pessoa que é professora de piano .Nunca pensei em compor ou estar no palco".

## Estilo musical
O alcance vocal de Enya é mezzo-soprano. Ela citou suas bases musicais como "os clássicos", música sacra e "Irish reels and jigs", com um interesse particular em Sergei Rachmaninoff, um de seus compositores favoritos. Ela tem uma foto autografada dele em sua casa. Desde 1982, ela grava sua música com Nicky Ryan como produtor e arranjador e sua esposa Roma Ryan como letrista. Enquanto estava em Clannad, Enya escolheu trabalhar com Nicky, pois os dois compartilhavam um interesse por harmonias vocais, e Ryan, influenciada pelos Beach Boys e pela técnica "Wall of Sound" que Phil Spector foi pioneiro, queria explorar a ideia de "os multivocais" pelo qual sua música se tornou conhecida. De acordo com a cantora, "Angeles" do Shepherd Moons tem cerca de 500 vocais gravados individualmente e em camadas. Ela executa todos os vocais e a maioria dos instrumentos em suas canções, exceto músicos para tocar percussão, guitarra, uilleann pipes, corneta e contrabaixo. Seus primeiros trabalhos, incluindo Watermark, apresentam vários teclados, incluindo Yamaha KX88 Master, Yamaha DX7, Oberheim Matrix, Akai S900, Roland D-50 e Roland Juno-60, este último um dos favoritos dela.
Numerosos críticos e revisores classificam os seus álbuns como música new age, tendo obtido quatro prêmios Grammy na categoria. No entanto, ela não classifica sua música como parte do género. Quando questionada sobre qual género ela classificaria sua música, sua resposta foi "Enya". Nicky Ryan comentou sobre os comentários da new age: "Inicialmente foi bom, mas não é realmente da new age. Ela toca muitos instrumentos, não apenas teclados. Suas melodias são fortes e ela canta muito. Então, não consigo ver uma comparação". O videoclipe de "Caribbean Blue" e a obra de arte de The Memory of Trees apresentam obras adaptadas do artista Maxfield Parrish.

Logotipo da Enya, usado pela primeira vez em 1988 na capa da Watermark

Enya cantou em dez idiomas em sua carreira, incluindo inglês, irlandês, latim, galês, espanhol, francês e japonês. Ela gravou música influenciada por obras do autor de fantasia J. R. R. Tolkien, incluindo a instrumental "Lothlórien" de Shepherd Moons. Ela cantou "May It Be" em inglês e no idioma fictício de Tolkien, Quenya, e cantou "Aníron" no outro idioma de Tolkien, o sindarin, para O Senhor dos Anéis: A Sociedade do Anel. Seus álbuns Amarantine e Dark Sky Island incluem canções cantadas em Loxian, uma linguagem fictícia criada por Roma, que não possui sintaxe oficial. Seu vocabulário foi formado por Enya cantando as notas da música para as quais Roma escreveu sua grafia fonética.
Ela adotou um método de composição que mudou pouco ao longo de sua carreira. No início do processo de gravação de um álbum, ela entra em estúdio, esquecendo-se do sucesso anterior, da fama e das canções que viraram sucesso. "Se eu fizesse isso", disse ela, "teria que encerrar o dia". Ela então desenvolve ideias no piano, anotando qualquer arranjo que possa ser trabalhado posteriormente. Enquanto escreve, trabalha cinco dias por semana, tira os fins de semana de folga e não trabalha em sua música em casa. Com o irlandês como sua primeira língua, ela inicialmente grava suas canções em irlandês, pois ela pode expressar "sentimentos muito mais diretamente" do que o inglês. Após um período de tempo, apresenta suas ideias a Nicky para discutir quais peças funcionam melhor, enquanto Roma trabalha em paralelo para criar uma letra para as canções. A cantora considerou "Fallen Embers" de A Day Without Rain um momento perfeito quando as letras refletem como ela se sentiu ao escrever a música. Em 2008, ela descobriu sua tendência de escrever "duas ou três canções" durante os meses de inverno, trabalhar nos arranjos e nas letras na primavera e no verão seguintes e, então, trabalhar nas próximas canções quando o outono chegar.

## Performances ao vivo
Enya diz que a Warner Music e ela "não concordavam" inicialmente, já que a gravadora a imaginava se apresentando no palco "com um piano ... talvez dois ou três sintetizadores e pronto". A cantora também explicou que o tempo gasto em seus álbuns de estúdio a faz "passar do tempo", deixando pouco tempo para planejar outros projetos semelhantes. Ela também expressou a dificuldade em recriar seu som, orientado para o estúdio, no palco. Em 1996, Ryan disse que Enya havia recebido uma oferta no valor de quase 500 mil libras para realizar um show no Japão. Em 2016, Enya falou sobre a perspectiva de um show ao vivo quando revelou conversas com os Ryans durante sua pausa de três anos após And Winter Came ... (2008) para realizar um show no Metropolitan Opera House em Nova Iorque que iria ser transmitido simultaneamente para cinemas em todo o mundo. Antes que tal evento pudesse acontecer, Nicky sugeriu que ela entrasse em um estúdio e gravasse "todos os sucessos" ao vivo com uma orquestra e coro para ver como soariam.
Ela cantou com vocais ao vivo e dublagem labial em vários talk shows e programas de música, eventos e cerimónias ao longo de sua carreira, geralmente durante suas turnês de imprensa mundial para cada álbum. Em dezembro de 1995, ela cantou Anywhere Is em um concerto de Natal na Cidade do Vaticano com a presença do Papa João Paulo II, que a conheceu e agradeceu por sua atuação. Em abril de 1996, cantou a mesma música durante sua aparição surpresa na celebração do 50.º aniversário de Carl XVI Gustaf, o Rei da Suécia e um fã de Enya. Em 1997, participou de uma transmissão ao vivo da véspera de Natal em Londres e voou para o condado de Donegal depois para se juntar à família para a apresentação coral da missa da meia-noite, na qual ela participa todos os anos. Em março de 2002, ela cantou "May It Be" com uma orquestra na cerimónia do Óscar. Enya e suas irmãs se apresentaram como parte do coro local Cor Mhuire em julho de 2005 na igreja de Santa Maria em Gweedore durante o Earagail Arts Festival anual.

## Vida pessoal

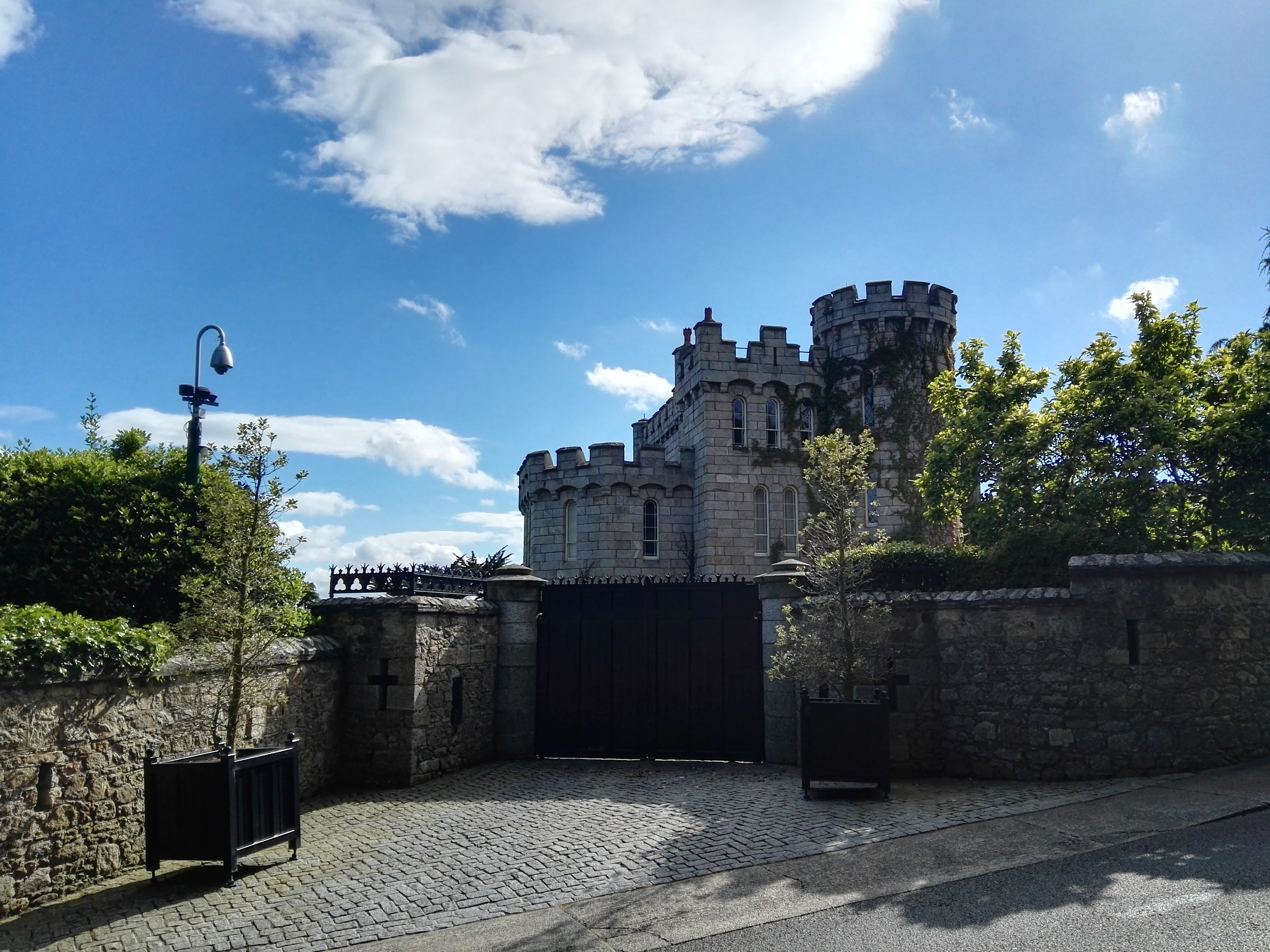
A casa de Enya em Killiney, Condado de Dublin

Em 1997, Enya comprou Manderley Castle, uma casa de castelo listada em Killiney, condado de Dublin, por 2,5 milhões de libras irlandesas em leilão. Anteriormente conhecido como Castelo Victoria e Castelo Ayesha, ela renomeou o castelo inspirada na casa do livro Rebecca de Daphne du Maurierr. Em 2009, durante sua pausa de três anos da música, comprou uma casa no sul da França.
Desde a década de 1980, ela atraiu a atenção de vários perseguidores. Em 1996, um italiano que foi visto em Dublin com uma fotografia de Enya pendurada no pescoço se esfaqueou do lado de fora do pub dos pais dela depois de ser expulso do local. Em maio de 2005, a cantora se dispôs a gastar cerca de 250 mil libras em melhorias de segurança, cobrindo as lacunas na parede externa do castelo e instalando postes de amarração e grades de ferro. Apesar dessas melhorias, em outubro de 2005, duas pessoas invadiram sua casa. Um deles atacou e amarrou uma de suas governantas e saiu com vários de seus itens depois que ela deu o alarme em seu quarto seguro.
Enya é conhecida por manter um estilo de vida privado, dizendo: "A música é o que vende. Não eu, ou o que eu defendo... é assim que eu sempre quis". Ela não é casada e é uma tia substituta das duas filhas dos Ryans. Em 1991, ela disse: "Tenho medo do casamento porque tenho medo de que alguém me queira por causa de quem eu sou, em vez de porque me amava... Eu não iria me precipitar em nada inesperado, mas penso muito sobre isso". O relacionamento que ela teve com um homem terminou em 1997, na época em que ela considerou tirar um tempo fora da música para ter uma família, mas descobriu que estava se pressionando sobre o assunto e "segui o caminho que eu queria seguir". Ela se declara "mais espiritual do que religiosa... Retiro da religião o que gosto".
Em 2006, Enya ficou em terceiro lugar em uma lista dos artistas irlandeses mais ricos, com uma fortuna estimada em 75 milhões de libras, e em 95.º na lista de ricos do Sunday Times dos 250 irlandeses mais ricos. Na edição de 2016, que listou seus 50 maiores "Milionários da Música da Grã-Bretanha e Irlanda", ela emergiu como a cantora mais rica, com uma fortuna de 91 milhões de libras, sendo listada no 28.º lugar.
Em 2017, uma espécie de peixe recém-descoberta, Leporinus enyae, encontrada na área de drenagem do rio Orinoco, foi nomeada em sua homenagem.
O asteroide 6433 Enya tem o nome dela.

## Discografia

### Álbuns de estúdio
- 1987 — Enya
- 1988 — Watermark
- 1991 — Shepherd Moons
- 1992 — The Celts (Relançamento de Enya: álbum)
- 1995 — The Memory of Trees
- 2000 — A Day Without Rain
- 2005 — Amarantine
- 2008 — And Winter Came...
- 2015 — Dark Sky Island

### Coletâneas
- 1997 — Paint the Sky with Stars
- 2009 — The Very Best of Enya
- 2019 — Christmas Secrets

### Box Sets
- 1996 — The Enya Collection
- 1997 — A Box of Dreams
- 2002 — Only Time - The Collection

### EPs
- 1994 — The Christmas EP
- 2006 — Sounds Of The Season

Além disso, o álbum da banda sonora (1986) de The Frog Prince (também conhecido como French Lesson) tem a maior parte de suas músicas compostas por Enya, mas não cantadas por ela; um CD lançado posteriormente trouxe dois vocais inéditos dela.
Junto com a coletânea Paint The Sky With Stars, foi lançado uma caixa com três CDs chamada A Box of Dreams, reunindo todo o repertório e trazendo as inéditas : "Only If", "Paint The Sky With Stars", "Oriel Window", "Eclipse" e "Willows On The Water".

### Compactos
- 1987 — I Want Tomorrow
- 1988 — Orinoco Flow
- 1988 — Evening Falls…
- 1989 — Storms in Africa
- 1989 — 6 Tracks
- 1989 — Oíche Chiún (Silent Night)
- 1990 — 3 Tracks EP
- 1991 — Exile
- 1991 — Caribbean Blue
- 1991 — How Can I Keep from Singing?
- 1992 — Book of Days
- 1992 — The Celts
- 1994 — Marble Halls
- 1994 — The Christmas EP
- 1995 — Anywhere Is
- 1996 — On My Way Home
- 1997 — Only If...
- 1998 — Orinoco Flow
- 2000 — Only Time
- 2001 — Wild Child
- 2001 — Only Time (Remix)
- 2002 — May It Be
- 2005 — Amarantine
- 2006 — Christmas Secrets
- 2006 — It's in the Rain
- 2008 — Trains and Winter Rains

### Vídeos
- 2008 — Enya  - The Super Moments
- 2008 — Enya -  The Video Collection
- 2009 — DVD/CD - The Very Best Of Enya

## Prêmios
- Grammy Awards de 1993 — Melhor álbum New Age: Shepherd Moons
- Grammy Awards de 1997 — Melhor álbum New Age: The Memory of Trees
- Grammy Awards de 2002 — Melhor álbum New Age: A Day Without Rain
- ECHO 2002 — Melhor canção: "Only Time"
- Broadcast Film Critics Association 2002 — Melhor canção: "May It Be", do filme O Senhor dos Anéis - A Sociedade do Anel
- World Music Award de 2006: World's Best-Selling Irish Act
- Grammy Awards de 2007 — Melhor álbum New Age: Amarantine

### Indicações
- Grammy Award de 1990 — Melhor clipe musical e melhor performance new age: "Orinoco Flow"
- Oscar de melhor canção original 2002: "May It Be"
- Golden Globes 2002: "May It Be"
- Grammy Award 2003 — Melhor música para mídia visual: "May It Be"
- Grammy Award 2007 — Melhor performance instrumental de música pop: "Drifting"
- ECHO 2016 — Melhor álbum feminino: Dark Sky Island
- Grammy Awards de 2017 — Melhor álbum New Age: Dark Sky Island